# Куразово
Кура́зово (тат. Күрәз, Әтәс) — деревня в Менделеевском районе Республики Татарстан, в составе Псеевского сельского поселения.

## География
Деревня находится на реке Чуманка, в 19 км к востоку от районного центра — города Менделеевска. 
Вдоль села проходит автомобильная дорога регионального значения 16К-0024 «Псеево — Крынды».

## История
Упоминается в первоисточниках с  1710—1711 годов. В исторических документах — также под названием Атос. 
До отмены крепостного права жители относились сословиям башкир-вотчинников, башкир-припущенников и тептярей. Помимо традиционных земледелия и скотоводства, они в то время занимались рогожным и ювелирным промыслами, торговлей в Мензелинском уезде Уфимской губернии.
В «Списке населенных мест по сведениям 1859—1873 годов», изданном в 1876 году, населённый пункт упомянут как казённая деревня Куразово 2-го стана Елабужского уезда Вятской губернии. Располагалось при речке Чумане, по правую сторону Елабужско-Малмыжского почтового тракта, в 38 верстах от уездного города Елабуги и в 20 верстах от становой квартиры в казённом селе Алнаши (Троицкое). В деревне, в 62 дворах жили 356 человек (193 мужчины и 163 женщины), была мечеть. Земельный надел сельской общины составлял 1060,9 десятин.
До 1920 года деревня входила в Салаушскую волость Елабужского уезда Вятской губернии. С 1920 — в состав Мензелинского, с 1921 — Елабужского, с 1928 — Челнинского кантонов ТАССР. С 10 августа 1930 года в Бондюжском, с 20 января 1931 — в Елабужском, с 10 февраля 1935 — в Бондюжском, с 1 февраля 1963 — в Елабужском, с 15 августа 1985 — в Менделеевском районах.
С 1930 года в деревне действовали колхозы. С 1999 — сельскохозяйственный производственный кооператив.

## Население
| 1859 | 1870 | 1887 | 1920 | 1926 | 1938 | 1949 | 1958 | 1970 | 1979 | 1989 | 2002 | 2010 | 2017 |
| ---- | ---- | ---- | ---- | ---- | ---- | ---- | ---- | ---- | ---- | ---- | ---- | ---- | ---- |
| 356  | 349  | 490  | 467  | 346  | 407  | 295  | 222  | 201  | 135  | 83   | 75   | 68   | 63   |

Национальный состав деревни — татары.

## Инфраструктура
В деревне действует сельский клуб.